# جان جوانی
جان جوانی آلبوم استودیویی ابی است که در تاریخ ۲۹ آذر ۱۳۹۳ خورشیدی برابر با ۲۰ دسامبر ۲۰۱۴ میلادی منتشر شده‌است. این آلبوم شامل ده قطعه است.

## فهرست آهنگ‌ها
| #  | نام ترانه         | ترانه‌سرا         | آهنگساز       | تنظیم کننده   |
| -- | ----------------- | ---------------- | ------------- | ------------- |
| ۱  | جان جوانی         | افشین مقدم       | علیرضا افکاری | محمد ناهیدی   |
| ۲  | حبس               | افشین مقدم       | علیرضا افکاری | منوچهر چشم‌آذر |
| ۳  | دنیای آرزو        | داوود رحمت‌الهی   | علیرضا افکاری | منوچهر چشم‌آذر |
| ۴  | بغض               | داوود رحمت‌الهی   | علیرضا افکاری | منوچهر چشم‌آذر |
| ۵  | بی‌اعتنا           | افشین مقدم       | علیرضا افکاری | زرتشت         |
| ۶  | غمنومه            | علی‌اکبر یاغی‌تبار | علیرضا افکاری | منوچهر چشم‌آذر |
| ۷  | بهت گفتم          | افشین مقدم       | علیرضا افکاری | منوچهر چشم‌آذر |
| ۸  | یه مردی           | افشین مقدم       | علیرضا افکاری | منوچهر چشم‌آذر |
| ۹  | فصل بی‌قراری       | پویان بوترابی    | علیرضا افکاری | منوچهر چشم‌آذر |
| ۱۰ | آخرین بار         | افشین مقدم       | علیرضا افکاری | منوچهر چشم‌آذر |
| ۱۱ | بغض (ورژن متفاوت) | داوود رحمت‌الهی   | علیرضا افکاری | محمد ناهیدی   |